# Župnija Strunjan
Župnija Strunjan je rimskokatoliška teritorialna župnija dekanije Koper, ki je del škofije Koper.

## Sakralni in pastoralni objekti
|    | slika | cerkev / objekt                                           | kraj / naselje |
| -- | ----- | --------------------------------------------------------- | -------------- |
| 1. |       | Cerkev Marijinega prikazovanja, Strunjan župnijska cerkev | Strunjan       |
| 2. |       | Pastoralni dom Morska zvezda                              | Strunjan       |

## Zgodovina župnije
Prvotna cerkvica je stala na tem mestu že okoli leta 1200. Zanjo so skrbele redovnice benediktinke, ki so imele svoj samostan pri cerkvici sv. Bassa (kjer je danes vila Tartini). Po njihovem odhodu iz teh krajev (okoli leta 1221), so zanjo skrbeli patri benediktinci, ki so živeli v samostanu onkraj solin, v tej cerkvici pa so se zbirali čez dan k molitvi, kadar so delali v okoliških vinogradih. Ko so benediktinci samostan zapustili (ob koncu 14. stoletja), so svetišče prevzeli duhovniki iz Pirana, ki so do 16. stoletja prihajali od tam, od tega časa naprej pa so imeli v Strunjanu stalnega duhovnika, ki je bival v kaplaniji poleg cerkve. Cerkev je močno načel zob časa, leta 1463 pa jo je dala obnoviti bogata piranska vdova Osvalda Petronio Barcazza in po njej je svetišče dobilo ime Barcazza.

## Cerkev Marijinega prikazovanja, Strunjan
Po legendi se je v noči med 14. in 15. avgustom 1512 pri vratih stare porušene cerkvice prikazala Marija čuvajema vinogradov Giovanniju Grandiju in Pietru di Zagabria. Po tem dogodku so cerkev preimenovali v »Sveta Marija od prikazanja« (Santa Maria della Visione).
Jeseni leta 1907 so skrb za svetišče prevzeli frančiškani tridentinske province iz Trenta.
 Zadnji italijanski frančiškan je umrl v Strunjanu leta 1955, po njegovi smrti pa so upravo svetišča prevzeli slovenski frančiškani province sv. Križa, ki ima sedež v Ljubljani. Marca 1961 je Strunjan postal samostojna župnija, ki pa so jo upravljali slovenski frančiškani. Leta 2014 je upravljanje župnije prevzel škofijski duhovnik.
Župnija obsega del občin Piran in Izola, od tega tri četrtine območja župnije v Krajinskem parku Strunjan s posebnim varstvenim režimom. Župnijski cerkvi je prizidan nekdanji samostan, ki so ga povojne oblasti 17. maja 1955 zaplenile in nacionalizirale. V njem so uredili zapore, kasneje pa sta bila v njem šola in center za otroke s posebnimi potrebami. Šele leta 2010, tj. 65 let po zaplembi in dvajset let po demokratizaciji Slovenije, je bilo samostansko poslopje vrnjeno župniji. Danes v prenovljenih prostorih deluje pastoralni dom Morska zvezda.

### Strunjanski križ
Na vrhu vzpetine nad župnijsko cerkvijo Marijinega prikazovanja se na robu 80 metrov visokega flišnega klifa nad zalivom sv. Križa, na izredno razgledni točki s pogledom tako na Mesečev zaliv kot Tržaški zaliv, od leta 1600 nahaja veliki križ, ki so ga po zaobljubi na tem mestu prvič postavili mornarji in ribiči. Ta je bil sprva lesen, kasneje pa betonski. 
Za mornarje je bil opozorilo o bližini kopnega in tudi znamenje, kje stoji cerkev Marijinega prikazanja. Nekoč so imele ladijske posadke navado zatrobiti Mariji v pozdrav, mornarji pa so se pokrižali in zaprosili za srečno vrnitev.
Ker je bil leta 1912 križ že precej zdelan, so ga takrat skupaj obnovili patri frančiškani in mornarji, vendar se je nekaj let pozneje zaradi močne burje podrl. Zamenjali so ga z večjim in močnejšim, dodali so podstavek in zaščitno ograjo.
Ker je bil križ v preteklosti večkrat oskrunjen in poškodovan, vendar storilci niso bili sodno preganjani, so ga leta 2011, pred praznovanjem 500-letnice marijinega prikazanja povsem obnovili in ga obložili s kamnom. 
Križ je še danes izmed najbolj znamenitih in slikovitih točk Krajinskega parka Strunjan.